# Stenasellus stocki
Stenasellus stocki är en kräftdjursart som beskrevs av Guy Magniez 200. Stenasellus stocki ingår i släktet Stenasellus och familjen Stenasellidae. Inga underarter finns listade i Catalogue of Life.